# 天门镇
天门镇，是中华人民共和国安徽省铜陵市义安区下辖的一个乡镇级行政单位。

## 行政区划
天门镇下辖以下地区：
董店社区、朱村社区、西垅村、蟠龙村、板桥村、五峰村、双龙村、天门村、新华村、兴化村、高联村、龙山村、龙云村、郎坑村、金塔村、考涧村、新民村、南洪村和朱村。